# جيسلمير
جيسلمير هي إحدى مدن ولاية راجاستان الهندية، وتقع على بعد 575 كيلومتر (357 ميل) غرب عاصمة الولاية جايبور. تقع المدينة في قلب صحراء طهار (الصحراء الهندية الكبرى). يبلغ عدد سكانها حوالي 78000 نسمة. وهي المقر الإداري لمنطقة جيسلمير.